# The Brick Moon
The Brick Moon és un conte escrit per Edward Everett Hale i publicat en sèrie a The Atlantic des del 1869. És una obra de ficció especulativa que conté la primera descripció coneguda d'un satèl·lit artificial.

## Sinopsi
The Brick Moon està escrit com si fos un diari. Descriu la construcció i llançament en òrbita d'una esfera de 61 metres de diàmetre, construïda amb maons. Estava pensada com una ajuda de navegació, però va ser llançada accidentalment amb persones a bord. La tripulació sobreviu, per la qual cosa el relat també proporciona la primera descripció fictícia coneguda d'una estació espacial.

## Obres relacionades
En 1865, Jules Verne havia publicat la seva novel·la De la Terra a la Lluna, que incloïa la noció d'un vol espacial tripulat, però no la idea d'un satèl·lit artificial.